# Saint-Tropez Open 2022
Il Saint-Tropez Open 2022 è stato un torneo maschile tennis professionistico. È stata la 2ª edizione del torneo, facente parte della categoria Challenger 100 nell'ambito dell'ATP Challenger Tour 2022, con un montepremi di 90 280 €. Si è svolto dal 10 al 16 ottobre 2022 sui campi in cemento del Tennis Club de Saint Tropez di Saint-Tropez, in Francia.

## Partecipanti

### Teste di serie
| Nazionalità | Giocatore            | Ranking* | Testa di serie |
| ----------- | -------------------- | -------- | -------------- |
| Francia     | Hugo Gaston          | 79       | 1              |
| Francia     | Hugo Grenier         | 101      | 2              |
| Francia     | Ugo Humbert          | 104      | 3              |
| Spagna      | Fernando Verdasco    | 115      | 4              |
| Francia     | Grégoire Barrère     | 116      | 5              |
| Stati Uniti | Jack Sock            | 122      | 6              |
| Austria     | Jurij Rodionov       | 135      | 7              |
| Francia     | Geoffrey Blancaneaux | 142      | 8              |
|             | Aleksandr Ševčenko   | 146      | 9              |

* Ranking al 3 ottobre 2022.

### Altri partecipanti
I seguenti giocatori hanno ricevuto una wild card per il tabellone principale:
- Dan Added
- Jurgen Briand
- Luca Van Assche

Il seguente giocatore è entrato in tabellone con il ranking protetto:
- Roberto Marcora

Il seguente giocatore è entrato in tabellone come special exempt:
- Nick Hardt

I seguenti giocatori sono entrati in tabellone come alternate:
- Frederico Ferreira Silva
- Louis Wessels

I seguenti giocatori sono passati dalle qualificazioni:
- Federico Gaio
- David Ionel
- Mattia Bellucci
- Salvatore Caruso
- Valentin Royer
- Clément Tabur

Il seguente giocatore è entrato in tabellone come lucky loser:
- Adrian Andreev

## Campioni

### Singolare
Mattia Bellucci ha sconfitto in finale  Matteo Arnaldi con il punteggio di 6–3, 6–3.

### Doppio
Dan Added /  Albano Olivetti hanno sconfitto in finale  Romain Arneodo /  Tristan-Samuel Weissborn con il punteggio di 6–3, 3–6, [12–10].